# Försörjningsberedskapscentralen
Försörjningsberedskapscentralen (finska: Huoltovarmuuskeskus) är en finländsk statlig myndighet i Helsingfors med syfte att trygga samhällets ekonomiska grundfunktioner vid olika slag av undantagsförhållanden och att skapa så god beredskap att samhället huvudsakligen med egna krafter skall klara av svåra kriser.
Försörjningsberedskapscentralen, som inledde sin verksamhet 1993, sorterade tidigare under handels- och industriministeriet, men sedan 2008 under arbets- och näringsministeriet. I verksamheten deltar statsförvaltningen och näringslivet. Försörjningsberedskapscentralen fungerade till 2008 som Försvarsekonomiska planeringskommissionens sekretariat.